# Parahebe catarractae
Parahebe catarractae là một loài thực vật có hoa trong họ Mã đề. Loài này được (G. Forst.) W.R.B. Oliv. mô tả khoa học đầu tiên.